# 佐々木勇 (陸軍少将)
佐々木 勇（ささき いさむ、1887年（明治20年）8月8日 - 1948年（昭和28年）11月14日）は、大日本帝国陸軍軍人。最終階級は陸軍少将。功四級。

## 経歴
1887年（明治20年）に群馬県で生まれた。陸軍士官学校第21期卒業。1937年（昭和12年）8月2日に陸軍歩兵大佐に進級し、9月7日に歩兵第69連隊長（北支那方面軍・第109師団・歩兵第31旅団）に着任。日中戦争に出動し、太原の守備に任じ、河北戡定作戦、晋南粛清作戦、山西軍掃蕩、五台作戦、潞安周辺掃討蕩戦などの治安戦で武功をあげた。
1939年（昭和14年）12月に名古屋連隊区司令官に転じ、1940年（昭和15年）8月に陸軍少将に進級した。1942年（昭和17年）12月1日に待命、12月28日に予備役に編入されたが、1945年（昭和20年）3月31日に前橋連隊区司令官兼前橋地区司令官に就任した。
1947年（昭和22年）11月28日、公職追放仮指定を受けた。